# Абалак
Абала́к — село в Тобольском районе Тюменской области России, административный центр Абалакского сельского поселения.

## История
До завоевания Сибири Абалак был небольшим татарским городком. Своё название он получил по имени татарского князя Абалака, сына сибирского хана Мара. 5 декабря 1584 года у стен Абалака произошло сражение казаков с ордой Маметкула, которое открыло Ермаку путь к дальнейшему завоеванию Сибири.
Современное село возникло в XVII веке на месте крепости и вотчины Абалак сибирского хана Кучума.
В 1636 году местной женщине Марии явилась Абалакская икона Божией Матери, после чего в Абалаке была построена деревянная Знаменская церковь. На рубеже XVII—XVIII веков здесь вырос целый комплекс каменных храмов. В 1783 году здесь открылся Свято-Знаменский мужской монастырь.

## Население
| 2010 |
| ---- |
| 806  |

## Достопримечательности
- Абалакский монастырь с Абалакской иконой Божией Матери
- Туристский комплекс «Абалак» находится в 20 км от города Тобольска на высоком берегу Иртыша. Деревянная крепость возведена рядом с Абалакским Свято-Знаменским мужским монастырём и представляет собой реконструкцию сибирского острога времён завоевания Сибири казаками Ермака Тимофеевича.